# Touillon-et-Loutelet
Touillon-et-Loutelet är en kommun i departementet Doubs i regionen Bourgogne-Franche-Comté i östra Frankrike. Kommunen ligger i kantonen Pontarlier som tillhör arrondissementet Pontarlier. År 2022 hade Touillon-et-Loutelet 267 invånare.

## Befolkningsutveckling
Antalet invånare i kommunen Touillon-et-Loutelet
Referens:INSEE